# Цивилизация Сида Мейера: Настольная игра
Настольная игра «Цивилизация Сида Мейера» (англ. Sid Meier`s Civilization: The Boardgame) — настольная стратегическая игра. Разработана Гленном Дровером (Glen Drover) в 2002 году, издавалась Eagle Games в США. Игра создана по мотивам одноимённой компьютерной игры Sid Meier’s Civilization, первая версия которой была выпущена компанией MicroProse под руководством Сида Мейера. Автор настольной игры «Цивилизация» Гленн Дровер работал вместе с Сидом Мейером в компании MicroProse управляющим продаж, что впоследствии помогло воссоздать атмосферу компьютерной игры в её настольном варианте.
Игра заключается в управлении собственной империей. Играя в эту игру, вы пройдёте путь от древних времён до современности. Вам предстоит исследовать территорию, строить города, здания и Чудеса Света, изобретать технологии, вести войны, заключать союзы. Игра может закончиться или дипломатической, или военной, или технологической/космической победой, или тотальным завоеванием. Выигрывает игрок, набравший наибольшее число победных очков.

## Содержимое коробки с игрой
- Одна игровая карта 36" на 46"
- Шесть пластиковых литников, в шести различных цветах
- Восемь коричневых пластиковых литников
- Один лист исследований и монеты (золото)
- 78 карточек технологий и чудес света (15 древних технологий, 10 средневековых технологий, 10 пороховых/индустриальных технологий, 18 современных технологий, 7 древних чудес света, 5 средневековых чудес света, 5 пороховых/индустриальных чудес света, 8 современных чудес света, 2 бланка для карточек на замену)
- 61 квадратная карточка городов
- 64 квадратные карточки городских строений
- 3 квадратных карточки плодородия
- Одну карту древа знаний
- Одну карточку-памятку
- Четыре кубика (два красных и два белых)

## Отзывы
Журнал ЛКИ поставил игре оценку 92%, отметив, что «игра захватывает с первых минут, и накал борьбы не спадает до последних ходов», «игровая система разнообразна и хорошо сбалансирована, партии не похожи друг на друга». Из недостатков было отмечены долгие игровые партии. В целом журнал навал Цивилизацию «отличной игрой для любителей стратегий».
Издание RPGnet поставило игре отличные оценки «отлично» как за стиль, так и за игровой процесс, отметив, что игра сложная и увлекательная, но требует много терпения и свободного времени.

## Награды
Победитель Origins Award в номинации лучшая настольная историческая игра 2002 года.